# Zamość (gemeente)
De gemeente Zamość is een landgemeente in het Poolse woiwodschap Lublin, in powiat Zamojski.
De zetel van de gemeente is in Zamość.
Op 30 juni 2004 telde de gemeente 20 276 inwoners.

## Oppervlakte gegevens
In 2002 bedroeg de totale oppervlakte van gemeente Zamość 197 km², waarvan:
- agrarisch gebied: 81%
- bossen: 8%

De gemeente beslaat 10,52% van de totale oppervlakte van de powiat.

## Demografie
Stand op 30 juni 2004:
| Omschrijving                   | Totaal | Totaal | Vrouwen | Vrouwen | Mannen | Mannen |
| ------------------------------ | ------ | ------ | ------- | ------- | ------ | ------ |
| eenheid                        | aantal | %      | aantal  | %       | aantal | %      |
| inwoners                       | 20 276 | 100    | 10 330  | 50,9    | 9946   | 49,1   |
| bevolkingsdichtheid (inw./km²) | 102,9  | 102,9  | 52,4    | 52,4    | 50,5   | 50,5   |

In 2002 bedroeg het gemiddelde inkomen per inwoner 1019,08 zł.

## Administratieve plaatsen (sołectwo)
Białobrzegi, Białowola, Borowina Sitaniecka, Bortatycze, Bortatycze-Kolonia, Chyża, Jatutów, Kalinowice, Lipsko, Lipsko-Kosobudy, Lipsko-Polesie, Łapiguz, Mokre, Płoskie, Pniówek, Siedliska, Sitaniec, Sitaniec-Kolonia, Sitaniec-Wolica, Skaraszów, Skokówka, Szopinek, Wieprzec, Wierzchowiny, Wólka Panieńska, Wólka Wieprzecka, Wychody, Wysokie, Zalesie, Zarzecze, Zawada, Zwódne, Żdanów, Żdanówek.
Zonder de status sołectwo : Hubale, Majdanek, Topornica, Zagóra.

## Aangrenzende gemeenten
Adamów, Łabunie, Nielisz, Sitno, Skierbieszów, Stary Zamość, Szczebrzeszyn, Zamość, Zwierzyniec